# Johan Rieke
Johan Martinus Anthon Rieke (Amsterdam, 7 juli 1851- aldaar, 8 april 1899) was een Amsterdamse tekenleraar op school 23, laatst aan de Coornhertschool aan de Mauritskade in Amsterdam.
Hij was een zoon van de kunstschilder Johan George Lodewijk Rieke (1817-1898) en Johanna Christina Braun. Hij was getrouwd met Maartje Albers uit Opmeer, die na zijn overlijden twee jonge kinderen moest opvoeden.
Hij leerde het vak in beginsel waarschijnlijk van zijn vader. Daarna volgde een opleiding aan de Teeken- en schilderschool, waar hij in 1868 een tweede prijs won bij "doorzichtkunde".
Vermoedelijk werd hij van uit zijn beroep door het Stadsarchief Amsterdam gevraagd de verdwijnende stad in beeld te brengen. Amsterdam groeide eind 19e eeuw uit haar voegen en moest dus uitbreiden, dan wel bedrijvengebouwen slopen voor woningen. Zijn laatste project was het in beeld brengen van de IJ-oevers, maar dat kon hij niet (meer) voltooien. Een atlas van Amsterdam, die hij met zijn vader wilde maken, zou er ook niet komen. Hij gaf in de jaren voorafgaand aan hun overlijden ook wel lezingen over verdwijnend Amsterdam
 Tekeningen van hem zijn te vinden in de collecties van bijvoorbeeld het Rijksmuseum Amsterdam. Het Allard Pierson Museum heeft een collectie (Collectie Theater Instituut Nederland) tekeningen van theaters uit de 19e eeuw in hun bezit; Rieke tekende daarbij zowel het interieur als exterieur.
Rieke werd slechts 47 jaar oud en werd begraven op Begraafplaats Vredenhof aan de Haarlemmerweg. 
- Biografisch Portaal: 95129819
- Gemeinsame Normdatei: 1103700987
- RKD-Nederlands Instituut voor Kunstgeschiedenis: 89865
- Union List of Artist Names: 500046406
- Virtual International Authority File: 95987443
- WorldCat: E39PBJrwQHJCrFGjdJcm4whfv3